# مقاطعة كستر (كولورادو)
مقاطعة كستر (بالإنجليزية: Custer County)‏ هي إحدى مقاطعات ولاية كولورادو في الولايات المتحدة الأمريكية.